# 团结街道 (巴彦淖尔市)
团结街道，是中华人民共和国内蒙古自治区巴彦淖尔市临河区下辖的一个乡镇级行政单位。

## 行政区划
团结街道下辖以下地区：
今日社区、五星社区、光宇社区、庆丰社区、新村社区和团结社区。